# Карићи (Доњи Вакуф)
Карићи је насељено место у Босни и Херцеговини у општини Доњи Вакуф. Административно припада Федерацији Босне и Херцеговине, односно њеном Средњобосанском кантону. Према попису становништва из 2013. у насељу је живело 47 становника, а већину популације чинили су Бошњаци.

## Становништво
По последњем службеном попису становништва из 2013. године у насељу Карићи живело је 47 становника. Етничку већину у селу чине Бошњаци.
| Националност | 2013. | 1991.        | 1981.       | 1971.       |
| Бошњаци      | —     | 115 (97,46%) | 79 (98,75%) | 70 (98,59%) |
| Срби         | —     | —            | 1 (1,25%)   | —           |
| Хрвати       | —     | —            | —           | —           |
| Југословени  | —     | —            | —           | —           |
| остали       | —     | 3 (2,54%)    | —           | —           |
| Укупно       | 47    | 118          | 80          | 71          |